# Dmitry Gustavovich von Fölkersahm

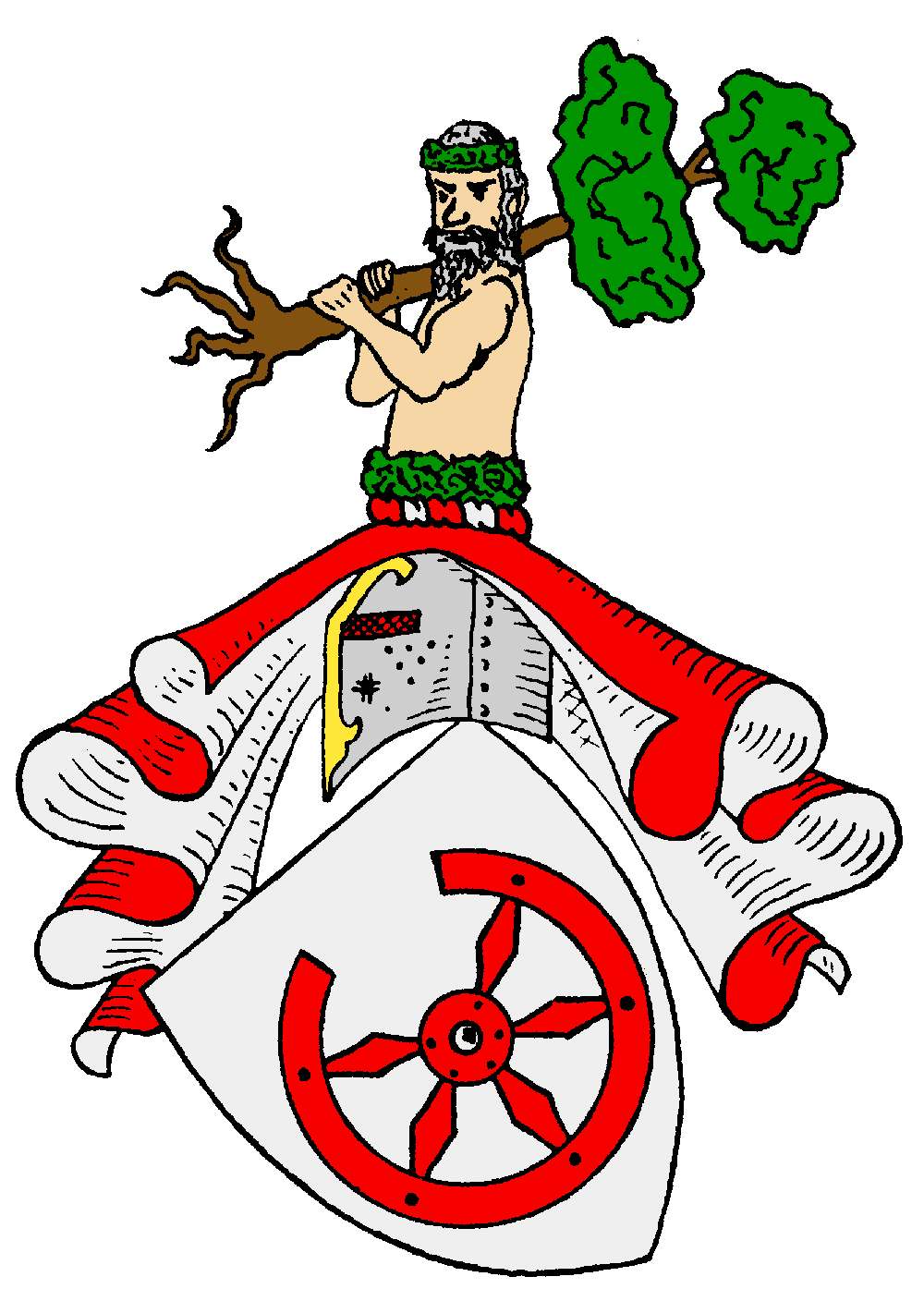
Huy hiệu

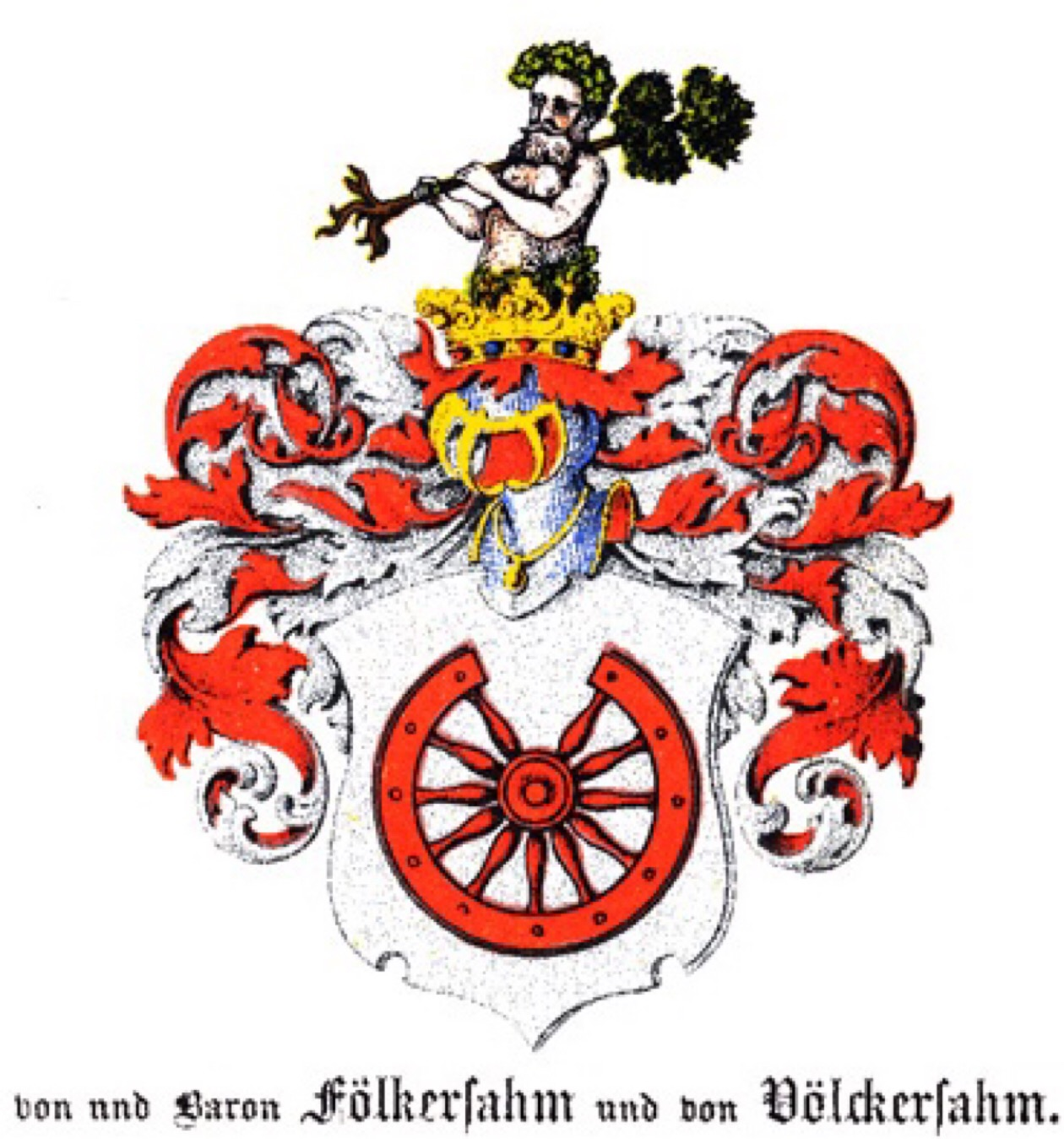
Huy hiệu của gia đình Fölkersahm không có tiêu đề và thuộc về nam tước, thuộc về Uradels, trong Baltic Coat of arms book bởi Carl Arvid von Klingspor năm 1882.

Nam tước Dmitry Gustavovich Fyolkerzam (tiếng Nga: Дмитрий Густавович Фёлькерзам, tr. Dmitriy Gustavovich Fyol’kerzam; 29 tháng 4 năm 1846 - 24 tháng 5 năm 1905), còn được gọi là Nam tước Dmitry Gustavovich von Fölkersahm, là một chuẩn đô đốc Hải quân Đế quốc Nga gốc người Đức Baltic.

## Tiểu sử
Fölkersam được sinh ra trong gia tộc Fölkersahm có nguồn gốc Niedersachsen, bắt nguồn từ Springe thuộc Công quốc Sachsen. Gia tộc ông có một lịch sử phục vụ lâu dài cho Đế quốc Nga. Cha của ông là Gustav Johann Georg von Fölkersahm là một tướng lĩnh trong Quân đội Hoàng gia Nga và ông nội Jakob Joachim von Fölkersahm là giám đốc điều hành của Tula Arsenal. Gia đình của ông ban đầu theo tín ngưỡng Lutheran, bao gồm cả cha của ông, nhưng vì cuộc hôn nhân của Gustav von Fölkersahm với một phụ nữ Chính thống Nga, những đứa con của ông, bao gồm cả Dmitry, được nuôi dưỡng theo tín ngưỡng Chính thống giáo Đông phương.
Fölkersam gia nhập Quân đoàn Học viên Hải quân năm 1860, tốt nghiệp đứng đầu lớp năm 1867. Được thăng cấp Đại úy hải quân vào năm 1871, ông phục vụ với tư cách là một sĩ quan xạ kích trên chiếc thiết giáp hạm Pervenets vào năm 1883. Ông phục vụ trên chiến hạm Vladimir Monomakh từ tháng 9 năm 1884 đến tháng 9 năm 1887. Vào ngày 26 tháng 2 năm 1885, ông được thăng cấp Trung tá hải quân. Năm 1891, ông được bổ nhiệm làm sĩ quan chỉ huy của chiếc khinh tốc hạm Dzhigit và được thăng Đại tá hải quân vào ngày 1 tháng 1 năm 1893. Fölkersam được bổ nhiệm làm chỉ huy của chiến hạm Imperator Nikolai I từ ngày 1 tháng 1 năm 1895 đến ngày 12 tháng 10 năm 1899 trong Hạm đội Thái Bình Dương Nga. Ông được thăng cấp Chuẩn đô đốc vào ngày 6 tháng 12 năm 1899. Từ tháng 2 năm 1900, Fölkersahm đứng đầu một ủy ban cải thiện tình trạng pháo binh hải quân, và hai năm sau đó trở thành chỉ huy của trường pháo binh hải quân cho Hạm đội Baltic của Nga ở St. Petersburg.
Trong Chiến tranh Nga-Nhật, Fölkersam được bổ nhiệm làm chỉ huy của phân đội chiến hạm số 2 thuộc Hải đoàn số 2 Thái Bình Dương, với chiến hạm Oslyabya là soái hạm. Hải đoàn rời biển Baltic vào ngày 15 tháng 10 năm 1904 dưới sự chỉ huy của Đô đốc Zinovy Rozhestvensky trong một chuyến đi vòng quanh mũi phía nam châu Phi, qua Ấn Độ Dương và phía bắc đến eo biển Tsushima trong nỗ lực giải tỏa cuộc phong tỏa cảng Arthur của Nhật Bản. Bấy giờ Fölkersam đã bị bệnh ung thư nghiêm trọng. Rozhestvensky nhận thức được tình trạng của Fölkersam, và khi hạm đội tới Tangier, ông ta giao Fölkersahm cho một chỉ huy một phân đội độc lập bao gồm năm tàu chiến cũ và một số tàu vận tải, đi qua kênh đào Suez và nối lại hạm đội chính tại Nossi Be ở Madagascar. Tuy nhiên, Fölkersam bị yếu đi nhiều từ đầu tháng 4 năm 1905. Vào ngày 24 tháng 5 năm 1905, một thời gian ngắn trước khi đến Biển Nhật Bản, ông qua đời. Rozhestvensky, do lo ngại cái chết của Fölkersam đối với tinh thần đơn vị, đã ra lệnh giữ bí mật tin này. Thi hài của Fölkersam được đặt trong kho lạnh của con tàu, và soái kỳ của ông vẫn được giữ trên tàu Oslyabya. Trong Hải chiến Tsushima ba ngày sau đó, Oslyabya là con tàu đầu tiên bị Hải quân Đế quốc Nhật Bản đánh chìm, và thi thể của Fölkersam bị chìm cùng với con tàu của ông.